# Conets
CoNETS (코네츠, Connecting to the Next Education for Teachers and Students, 약어: CoNETS, 2013년 9 월 일본의 교과서출판사 12개사와 시스템 개발 회사, 히타치 솔루션에 의해 설립되었다. 초등학교, 중학교, 고등학교의 디지털 교과서를 추진하기 위한 컨소시엄이다.

## 요약
大日本図書、実教出版、開隆堂出版、三省堂、教育芸術社、光村図書、帝国書院、大修館書店、啓林館、山川出版社、数研出版、日本文教出版、日立製作所、第一学習社의 14개 회사로 구성되어있다. 13개의 교재 출판사가 각각, 국어, 산수(수학), 理科(과학), 사회, 역사, 地図(지리), 음악 등의 과목에서 톱쉐어를 가지고 있다.
교과서 발신 플랫폼을 개발하고 있으며, 이 시스템은 13개 출판사 이외의 다른 교과서 출판사에서도 사용가능하다. EPUB3를 기반으로한 데이터 형식을 채용하고 있으며  iPad, Windows7, Windows8 뷰어도 제공하고 있다.

## 역사
- 2013년 9월 5일 CoNETS 설립 총회
- 2013년 12월 20일  리츠메이칸은 초등학교와 실증실험을 개시
- 2014년 5월 21일  제 5회 교육 IT 솔루션 엑스포(EDIX)에 출전
- 2014년 9월 17일 EDUPUB TOKYO 2014에서 기술발표
- 2016년 4월 28일 第一学習社의 참가를 발표

## 같이 보기
- 일본 디지털 교과서협의회